# Tonsilla truculenta
Tonsilla truculenta là một loài nhện trong họ Amaurobiidae.
Loài này thuộc chi Tonsilla. Tonsilla truculenta được Jia-Fu Wang & Chang-Min Yin miêu tả năm 1992.